# Riedersdorf (Gemeinde Pabneukirchen)
Riedersdorf ist eine Ortschaft und eine Katastralgemeinde in der Gemeinde Pabneukirchen im Bezirk Perg, Oberösterreich.
Die Ortschaft befindet sich nordöstlich von Perg im Unteren Mühlviertel in der Riedmark, einem historischen Kernland Oberösterreichs. Am 1. Jänner 2024 zählte die Ortschaft 183 Einwohner.

## Wappen
Die Ortschaft besitzt ein eigenes Wappen, das auch die Freiwillige Feuerwehr Riedersdorf verwendet.